# 塔山發電廠夏興分廠
塔山發電廠夏興分廠為一座位於中華民國福建省金門縣金湖鎮的小型火力發電廠，目前由台灣電力公司所擁有，並委託該公司旗下同位於金門縣的塔山發電廠進行廠區管理與營運，全名為台灣電力股份有限公司塔山發電廠夏興分廠。

## 沿革
塔山發電廠夏興分廠最初因1979年以後，金門縣的用電負荷大增，而當時島上由金門電力公司所擁有的太武、莒光以及長江等三座小型火力發電廠為坑道式或盆地式發電廠，已無法再擴充機組。因此在1981年時，金門電力公司提出十年電力發展經營整建方案，方案中，便是夏興發電廠的興建計畫。
夏興發電廠於同年開始興建，發電廠主體建築委託位於台灣電力公司進行規劃與施工時的監造，當時將發電廠設計為露天式廠房，並且，為了防止廠房遭到破壞或攻擊，因此廠房四周的牆垣及屋頂的混凝土特別加厚達1.2～2.0米以上。
後續台灣電力公司再協助夏興發電廠購置兩部柴油發電機組，總興建工程費用共耗資新臺幣22,577萬元。發電廠興建工程於隔年7月完工並開始啟用發電。自此，金門全島才解除限電開始全天候供電。
1989年後，夏興發電廠於廠區內增建第二座發電廠房，並裝設三部裝置容量3,488KW的發電機組，於1993年5月完工開始運轉。
1991年7月以後，金門電力公司旗下之發電廠以及供電業務開始委託台灣電力公司託管。並且，當時金門縣的用電量仍持續增加，原已存在的太武、莒光、麒麟、夏興以及長江等發電廠發電量已無法滿足島上之需求，因此開始著手大型發電廠的興建計畫，該大型發電廠之計畫即為塔山發電廠。
1995年1月，台灣電力公司奉行政院核定開始進行塔山發電廠的興建計劃，計畫中，第一期預計將設置四部重油發電機組。
1997年7月1日，金門電力公司正式解散，原金門電力公司併入台灣電力公司其下之體系，台灣電力公司也在金門縣設立金門區營業處專門營運金門地區之發供電業務。2000年，塔山發電廠二期擴建計畫完工，共再增設了4部發電機組，讓塔山發電廠發電量大增，爾後台灣電力公司將塔山發電廠設為金門縣主要的電力調度中心，也陸續關閉了已營運許久的莒光、太武以及長江三座發電廠，而夏興發電廠則轉為預備用發電廠，仍繼續運轉中。
2009年1月，台灣電力公司金門區營業處基於專業化之原則及自動化的考量，奉中央政府之政策。核定金門區營業處改為僅負責發電以外的業務，其餘金門縣仍在營運中的發電廠，塔山、夏興以及麒麟等三個發電廠改由台電公司總管理處的發電處接管，再由塔山發電廠管理夏興以及麒麟等兩座小發電廠，改名為「塔山發電廠夏興分廠」與「塔山發電廠麒麟分廠」。
2015年初，居住於夏興分廠周圍夏興社區的居民前往夏興分廠發動抗議行動，由於夏興分廠運轉時所產生的噪音加上環境污染、排水污染等狀況，要求台電公司將夏興分廠遷廠。
然而，台電公司塔山發電廠廠長劉少勇回應，雖然塔山發電廠已有繼續擴建機組的計畫，但因為金門已被經濟部能源局列為低碳島，使得擴建機組轉趨嚴格，因此無法按原來的規劃增建機組，加上昇恆昌、台開等大型企業因金門縣發展迅速而進駐後，用電量隨之增加，因此，夏興分廠在短時間內如停機撤廠，將導致金門縣陷入必須分區停電的困境。
2017年9月5日下午，因承接道路拓寬工程的廠商施工未向縣政府申請挖路許可，擅自進行地質鑽探時不慎鑽損地下電力電纜，以致發電量占金門七成之塔山電廠發電升壓後送往鵲山變電所時發生接地，但因斷路器未能及時跳脫，故障迴路未能被確實隔離讓電廠持續往故障迴路送電，最終導致塔山電廠8臺機組全數跳機，亦牽使金門本島另一夏興電廠及小金門的麒麟電廠啟動保護機制跳脫，導致全金門大停電(電網全黑)，約有3萬多戶因此受到影響。。

## 設備

### 發電機組
| 名稱   | 發電機組類型 | 機組數量 | 發電燃料 | 裝置容量（KW） | 商轉年代       | 狀態   |
| ------ | ------------ | -------- | -------- | -------------- | -------------- | ------ |
| 夏一機 | 柴油發電機   | 1        | 柴油     | 3,168KW        | 1982年7月20日  | 商轉中 |
| 夏二機 | 柴油發電機   | 1        | 柴油     | 3,168KW        | 1982年7月20日  | 商轉中 |
| 夏三機 | 柴油發電機   | 1        | 柴油     | 3,512KW        | 1989年11月17日 | 商轉中 |
| 夏四機 | 柴油發電機   | 1        | 柴油     | 3,488KW        | 1993年5月3日   | 商轉中 |
| 夏五機 | 柴油發電機   | 1        | 柴油     | 3,488KW        | 1993年5月3日   | 商轉中 |
| 夏六機 | 柴油發電機   | 1        | 柴油     | 3,488KW        | 1993年5月3日   | 商轉中 |

### 土木設施
廠房形式：鋼筋混凝土構造工業建築。

## 解
1. ↑  夏興社區是金湖鎮正義里轄下的一個聚落[5]。

## 資料來源
1. 1 2  . 太武山環境資源中心.   [2016-04-15]. （原始内容存档于2017-01-09） （中文（臺灣））.
2. 1 2 3 4 5 6 7 8 9 10  朱瑞墉.  (PDF). 源雜誌. 2009-03  [2016-04-15]. （原始内容存档 (PDF)于2018-10-03） （中文（臺灣））.
3. 1 2 3 4 5 6 7 8 9 10  . 台灣電力公司.   [2016-04-15]. （原始内容存档于2018-01-11） （中文（臺灣））.
4. 1 2 3 4   (PDF). 台灣電力公司.   [2016-04-15]. （原始内容 (PDF)存档于2013-12-31） （中文（臺灣））.
5. ↑  . 金湖鎮公所.   [2016-04-20]. （原始内容存档于2016-05-07） （中文（臺灣））.
6. 1 2  張建騰. . 金門縣政府. 2015-02-16  [2016-04-15]. （原始内容存档于2017-01-09） （中文（臺灣））.
7. ↑  [https://cybsbox.cy.gov.tw/CYBSBoxSSL/edoc/download/24827 （页面存档备份，存于） 金門地區106年9月5日大停電（全黑）事故 - 監察院監察調查處調查報告，2017-12-06